# Kambregne-slægten
Kambregne-slægten (Blechnum) er en slægt med 150-220 arter i Kambregne-familien. Planterne er 10-100 cm høje med blade i en tydelig roset. Nogle af arterne vokser på vulkankratere, bl.a. på Island. I Skandinavien forekommer kun arten Kambregne (Blechnum spicant), omend enkelte andre arter (f.eks. B. penna-marina) dyrkes som prydplanter.
Slægten er mest udbredt i tropiske områder på den sydlige halvkugle, mens kun nogle få arter findes i de tempererede områder. De fleste arter er urteagtige, men nogle få (f.eks. B. buchtienii and B. schomburgkii i Ecuador) er træ-bregner med stængler op til 3 m høje.
| Arter i Danmark |

- Kambregne (Blechnum spicant)

| Portal | Portal:Botanik |

| Botanik | Spire Denne botanikartikel er en spire som bør udbygges. Du er velkommen til at hjælpe Wikipedia ved at udvide den. |